# 數位匯流
數位匯流（英語：Digital Convergence）一指的是傳統媒體的數位化。例如個人電腦出現的時候，純文字文件是首先被數位化的標的。緊接著，圖像從簡單的插圖到後來的照片等也開始數位化。而數位音訊則是從單一的蜂鳴聲轉變成複雜的音效編碼。
上述說法並不單獨指稱科技的出現而轉變，而是在科技的主流整合上。例如在2000年時，動態的全像攝影已經出現了，但是在一般的場合還難以發現，然而現在卻可以用此種技術以相同的方法提供給家用，或是一般大眾在筆記型電腦上就能應用此種技術了。
另外種說法則是可以使用於「現象」上。例如『矽塢』（Siliwood）是由矽谷（Silicon Valley）與好萊塢（Hollywood）的合成字，它指的是從數位攝影取代膠捲，或是電腦特效取代傳統的物理特效等各方面的電影數位化。
其他的說法則普遍使用在電信、廣電產業，指的是傳統電信網路與網際網路出現後的IP網路的整合，亦有通訊匯流之稱。
數位匯流是四種傳統上相對獨立的產業的融合過程。這四種傳統產業指的是IT產業（Information Technology ）、電信產業（Telecommunication）、消費性電子產業（Consumer Electronics）、和娛樂產業（Entertainment）。整個數位匯流過程乃是根據市場的需求而產生跨產業的融合，例如微軟出產Xbox遊戲機、由IT產業轉戰娛樂產業; 又如蘋果電腦出產iPhone智慧型手機、由IT產業走進了電信產業;pchome架設網路購物平台、由於娛樂產業轉戰消費性電子產業。借由數位科技（digital technologies）與內容的數位化（digitized content）。數位匯流造就出覆合型的終端裝置（converged devices）如智慧型手機和數位機上盒等。數位匯流提供整合式應用（converged applications）如在智慧型手機上、下載音樂與電子遊戲、及處理電子郵件等。提供的網路是四合一的網路: 有 Interent、電信固網、廣播電視網、與行動網。
根據西門子的前首席技術長（Chief Technology Officer，CTO） Harry Strasser表示：數位匯流會大大地改變我們的工作與生活型態。數位匯流下一個重大趨勢將是內容的匯流，將是把一般個人創作的內容與具有版權的專家創作內容融合在一起；例如將個人遊阿里山的照片貼上鄧麗君的高山青的演唱。
「數位匯流」通常被理解為傳統上相對獨立的三種業務—電信、網路和廣播電視的互相融合，而整個通訊、傳播及資訊之數位匯流，基本上包含法令之匯流、營運平台之匯流、傳輸平台之匯流、多元內容之匯流、數位終端之匯流以及應用服務之匯流。從上定義可以看出，匯流（彙整與合流概念）是從電信、網路和電視三個原本獨立的產業類別整合而來，包括官（政策）、產（營運模式）、學與研界均希望在此數位化浪潮中，將原本獨立或是分開的產業整合成一較大產業類別，取得更大商機與產業發展。